# Tuning

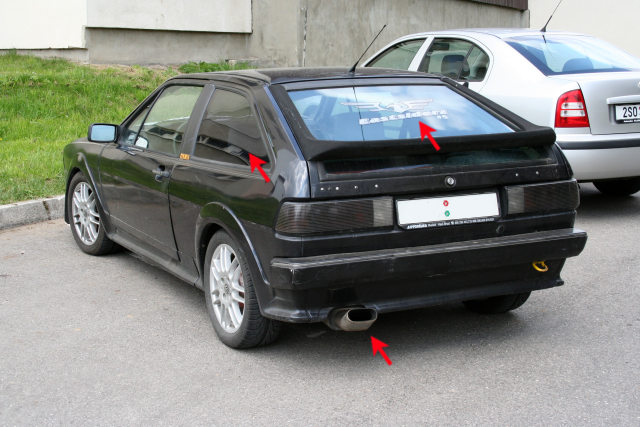
Mezi základní prvky tuzingu patří široký výfuk, černé fólie na oknech, velká kola, body-kity, extrémní lak, spoilery, odstranění (či naopak doplnění) štítků s typovou či motorovou specifikací vozu, samolepky na zadním skle atd.

Tuning je slangový výraz pro vzhledové nebo výkonnostní vylepšení nějakého stroje, nejčastěji používaný ve spojení s automobily a počítači. Anglické slovo tuning znamená přizpůsobování, ladění.

## Definice pojmu
U automobilů se velice často používají také úpravy, které nemají na výkon motoru či jízdní vlastnosti žádný vliv (či v horším případě vlastnosti zhoršují). Takové úpravy se někdy (s hanlivým nádechem) označují jako tuzing, jelikož někteří fanoušci tuningu tvrdí, že označení „tuning“ si zaslouží pouze úpravy směřující k vylepšení funkčních vlastností, nikoli pouze vzhledu. Jelikož jsou však vylepšení vzhledu obvykle výrazně jednodušší i levnější než funkční tuning, jsou také výrazně běžnější.[zdroj?]
Řada lidí nezná pravý význam pojmu tuning, a proto často tímto pojmem označují i výtvory, které do této kategorie nepatří. Pokud pod pojmem tuning rozumíme úpravy za účelem zvýšení výkonu a zlepšení jízdních vlastností (úpravy motoru, sacího a výfukového potrubí, úpravy aerodynamiky, podvozku, převodovky, atd.), tak pojem styling označuje čistě pouze vzhledové úpravy, které nemají vliv na výkon nebo jízdní vlastnosti vozidla jako např. zatmavení skel, LED diody, hlučná koncovka výfuku, doplňky upevňované na karoserii, polepy, atd.[zdroj?]

## Historie tuningu/stylingu
Fenomén tuningu/stylingu se v Česku objevil pravděpodobně v 80. letech minulého století, kdy byl automobilový trh extrémně omezen a na silnicích se objevilo jen několik málo druhů vozů. Někteří z majitelů pak jako výraz touhy po odlišení začali na svoje auta montovat různé doplňky – šachovnicové samolepky na dveřích, liščí ocasy na anténách apod.
V 80. letech minulého století se fenomén začal rozšiřovat a objevovaly se i další vymoženosti jako např. kožešinový potah na volant. Kromě doplňků vizuálních vzniká i celá řada vylepšení kutilských, např. se tradovalo, že pokud se do sání motoru Š120 přidá ventilátor, motor bude mít lepší tah.
Po sametové revoluci a přechodu na tržní hospodářství se situace zásadně změnila. Dovozem ojetin se nabídka značek automobilů výrazně rozšířila a automobil se stal mnohem dostupnějším zbožím, přesto se touha po vylepšení vozu dále rozšiřovala, na což měly zřejmě vliv i filmy, ve kterých vystupují hrdinové v rychlých autech (např. Rychle a zběsile). U benzínových pump a v některých supermarketech jsou běžně k dostání různé tuningové/stylingové doplňky.

## Tuning se všeobecně dělí na mnoho různých odvětví a pododvětví
1. Performancejedná se o výkonnostní tuning, čistě funkční a vše se přizpůsobuje, tzn. co nejnižší váha a co nejvyšší výkon + vše co s tím souvisí (podvozek, brzdy atd.)
Dělí se podle typu (atmosférický, turbo, kompresor aj.) a objemu motoru.
2. Stylingjde o designové „vylepšení“ a odlišení se od série. Záleží čistě na vkusu tvůrce. Pokud je špatný, nazývá se občas jeho výtvor tuzingem.
Tato kategorie zahrnuje vše, co se v autě nachází, tzn. interiér, exteriér, kufr i motorový prostor. V dnešní době nejsou výjimkou ani graficky zpracované výtvory v podbězích či na ramenech, převodovkách a dalších místech, kam se běžně člověk ani nepodívá.
Dělí se na několik stylů:
- Německý – vyznačuje se kompletním „oholením“ (zahlazením) karoserie (tzn. zbavení lišt, klik a všech rušivých elementů) a kvalitním velmi hezkým lakem.
- Španělský – už trochu extrémnější, více výrazné spoilery, ale především velmi velká kola a extrémně nízké podvozky.
- Low-rider – původně styl založený ve spojených státech portorikánskými přistěhovalci, kteří nepotřebovali rychlé vozy, ale spíše obýváky, ve kterých budou kontrolovat svoje „ghetta“ a jen tak se předvádět po ulicích – tzn. typické veliké americké koráby na nízkých podvozcích. Později na hydraulických podvozcích, ze kterých posléze i vznikla tzv. „low rider show“, kde se závodí, které auto vyskočí čumákem výše.
- Hot Rod – též založený ve spojených státech a to vojáky po válce, kteří měli spoustu peněz a hledali si zábavu. Do tehdejších aut (30.–40. léta) montovali motory monstrózních výkonů a sundávali z nich vše nepotřebné (blatníky apod.)
- Custom – též ze spojených států (40–70. léta) zahrnovalo opět „holení“, kompletní převařování ocelových nárazníků, blatníků, výměny světel, snižování střech (top-chop), výrazné lakování doplňované různými efekty (plameny, různé křivky apod.). Asi se jedná o nejextrémnější úpravy s velmi jemným citem pro detail a opravdu známá auta jsou symboly dokonalosti, ve kterých do dnes berou designéři celého světa inspiraci. Jedná se asi o styl nejvíce vyhledávaný populárními a slavnými lidmi.
- Rat-style – zvláštní styl úpravy auta jež má karoserii v horším stavu (pokročilé stádium rzi) a záměrně se tak nechá. Ostatní technické komponenty jsou zrenovovány, nebo nahrazeny novými a auto je tak po technické stránce ve velmi dobré kondici, na nízkém podvozku a velikých kolech i když třeba ocelových s chromovými doplňky. V korodujících plochách mohou být různé obrazce, prorezlé díry nejsou nijak překvapující a dělají z nedostatku přednost.

3. AudioJedná se o zabudování audioaparatury do vozidla, často mnohonásobně předimenzované. Jsou i vozy stavěné na tzv. „dB drag“, kdy jde o co nejvyšší výkon aparatury, ne tak o její sladění a celkové vyznění přednesu.

## Některé obvyklé tuningové/stylingové doplňky a vylepšení
U položek označených tuning/styling) záleží na odbornosti montáže a nastavení.
stroboskopy (styling)krátce blikající světla různých barev, nejčastěji se vyskytují v blinkrech či předních světlech
LED (svítivé diody)světla všech barev, vyskytující se na různých místech, nejčastěji v interiéru a exteriéru vozidla
neonové trubice (styling)montují se na podvozek, používají se k osvětlení vozovky pod vozidlem, dále je možno je použít i v interiéru vozidla
samolepky (styling)na různých místech, různých barev a různých velikostí, umístění na vozidle-individuální
zatmavená skla (styling)Používají se buď speciální fólie nebo pokovení oken. Vozidlo dostává lepší vzhled, snižuje se průnik slunečních paprsků do vozidla, avšak viditelnost z vozidla se snižuje jen minimálně.
přítlačná křídla (tuning/styling)obvykle se nejedná o funkční tuning, neboť při běžných jízdních režimech neposkytují žádný dodatečný užitečný přítlak; někdy jsou dokonce montována na vozidla s přední hnanou nápravou, čímž její přítlak snižují, ale při rychlostech, jež těmito spojlery osazená auta dosahují, nemají funkční význam, ráz je pouze estetický.
laděný výfuk (tuning/styling)významným účinkem je obvykle zvýšení výkonu motoru, z důvodu rychlejšího odvodu spálených výfukových plynů, za předpokladu výrazného zvýšení hlučnosti, ale musíme rozlišovat výměnu celého výfukového systém nebo pouze výměnu koncovky – koncovka je pouze styling / opravdový tuning znamená výměnu/přestavbu celého výfukového potrubí, tedy zejména laděné svody motoru (mají větší průřez než standardní svody a díky optimalizované délce jednotlivých větví umožňují efektivnější odvod spalin z motoru), rezonátor, který nahradí katalyzátor a sportovní výfukový tlumič výfuku – snahou je odvést spaliny z válců, přesto však musí výfukový systém klást spalinám určitý (ne zanedbatelný) odpor
distanční podložky (tuning/styling)montují se mezi disk kola a uchycení kola na nápravě, tím se šířka nápravy zvětší a tím se získá i větší stabilita vozidla, avšak pouze za předpokladu, byl-li na takovou šířku náprav naladěn celý podvozek, což většinou samozřejmě není
výkonná audiosoustava (styling)autorádio různých značek, různých vlastností, zesilovače, subwoofery a kvalitní výkonné reproduktory. Často se montuje namísto zadních sedadel
protažení blatníků do šířky (tuning/styling)umožňuje zakrýt kola rozšířená distančními podložkami nebo koly s menším ET zálisem
protažení nárazníků směrem dolů (tuning/styling)zvyšuje přilnavost vozidla k vozovce, ale opět pouze za předpokladu, že je vyvážena aerodynamika celého vozidla, jinak je účinek minimální, ne-li žádný nebo dokonce opačný a jde ruku v ruce se snížením využitelnosti vozidla vzhledem k tomu, že takové vozidlo má problémy s překonáním byť i obyčejných retardérů nebo nájezdů
sportovní víčka nádrže (styling)mají za úkol imitovat uzávěr nádrže u závodních automobilů
čiptuning (tuning)Úpravou dat (softwaru) řídící jednotky motoru lze dosáhnout optimalizace jeho výkonu – tedy hlavně zvýšení výkonu při zachování spotřeby, životnosti a spolehlivosti
existují 2 základní typy chiptuningu:
externí – přídavnou řídící jednotkou (tzv.powerboxem)
interní – modifikací dat (parametrických polí) přímo v originální jednotce
Obě mají několik výhod i nevýhod – v každém případě je rozhodující zda je modifikace provedena profesionálně s ohledem na možnosti motoru a jeho originální nastavení. To vyžaduje především mnoho zkušeností s laděním motorů a možnost řádně ověřit funkčnost vyvinutého softwaru – odzkoušením na motorové brzdě, měřením emisí.
Powerbox má oproti klasickému chiptuningu několik výhod (a samozřejmě i nevýhod).
Výhodou je, že se jedná o samostatné zařízení a není tedy třeba zasahovat do originální ŘJ, další velkou výhodou je snadná montáž – zapojení několika konektorů a u některých typů ECU připojení k napájení 12V.
Další výhodou je (zejména u vozů které jsou v záruce) že po odpojení powerboxu není nikterak možné detekovat jeho předchozí přítomnost – protože značkové servisy velmi nelibě nesou zásahy do vozidla a v případě jakékoli závady ji rády svedou na neautorizované úpravy.
Nevýhodou powerboxu je, že klasickým přečipováním pomocí změn parametrických polí ŘJ se obvykle dá dosáhnout o něco lepšího výsledku a mnohdy i levněji (tedy pokud „se to umí“, nebo jsou k dispozici vyzkoušené mapy – což zdaleka není u nás samozřejmostí).
zavařené kliky dveří (styling)nebezpečná a nepovolená úprava, ráz je pouze estetický.
textilní vzduchové filtry (tuning/styling)díky své větší propustnosti umožní dostat více vzduchu do karburátoru/vstřikovací jednotky a zvýšit tak poněkud výkon a při otevřené kapotě vypadají obvykle impozantně, nejvíc vydrží cca 150 000 km
xenonová světla (tuning/styling)u starších vozů je možné nahradit původní žárovky (H1/H4/H7) xenonovými výbojkami, které výrazně zvýší rozhled řidiče za tmy; používání zkušebně neschválených výrobků ovšem nebývá tolerováno
stavitelné/snížené/lowrider podvozky (tuning/styling)stavitelné podvozky jsou jednoznačně tuning protože umožňují nastavení (tuhost/výšku podvozku) podle konkrétní trati. snížení zkrácením sériových pružin je styling který vzhled auta zlepší ale jednoznačně zhorší jeho jízdní vlastnosti. Lowrider podvozky je styling kde je možno ovládat světlou výšku každého kola zvlášť (z palubní desky nebo podle puštěné hudby i přes Dálkové Ovládání ) – velmi IN v USA v osmdesátých letech – auto pak může jakoby „tančit“ podle muziky
sportovní sedačky (tuning/styling)lépe jezdce drží a vypadají obvykle lépe než sedačky sériové ale pro svoje nepohodlí jsou nevhodné pro běžný provoz
PopOff/BlowOff ventily (tuning/styling)Zabraňují zpomalení otáček Turba – např. při řazení). Snižuje turboefekt. Vydává výrazný zvuk.
vzpěry podvozku (tuning/styling)mají zamezit kroucení karoserie při vysokém namáhání (rally), většinou se ale vyrábějí v efektním nerezovém provedení a slouží spíše jako estetický doplněk motorového prostoru
karbon (tuning/styling)pro své výborné vlastnosti (velmi nízká váha/pevnost) se používá pro výrobu mnoha karosářských dílu pro snížení hmotnosti auta. je však velmi drahý a proto ho mnozí tuzeři nahrazují samolepicí fólii se stejným vzhledem, kterou lepí na původní plechové díly.
N2Oneboli oxid dusný, NOS (Nitro Oxide Systems). Velmi oblíbený u pokročilejších. Slouží k urychlení spalování a tím na pár sekund zvýší akceleraci. Je důležité před montováním NOS upravit motor, protože výrobci při projektování sériových motorů nepočítají s tím, že by do něho někdo pouštěl Nitro.

## Virtuální tuning
Jako virtuální tuning (virtual tuning) se označují úpravy fotografií automobilů (a případně jiných objektů) provedené v grafickém editoru.